# Constitutie van Aguen

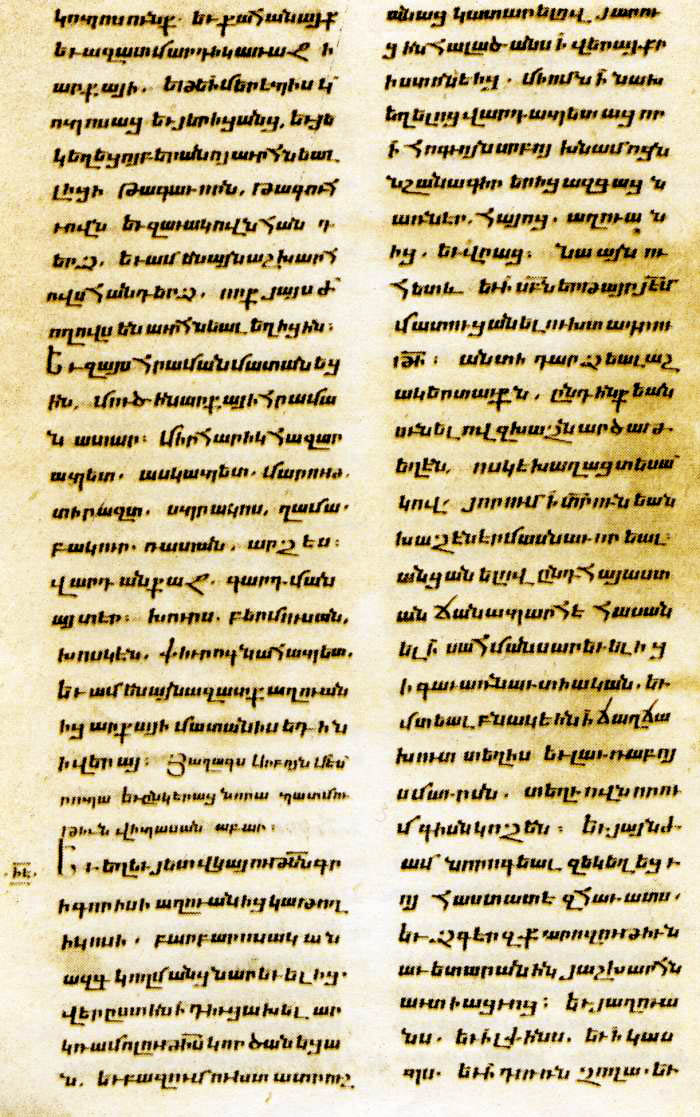
De tekst van de constitutie op een middeleeuws manuscript, Matenadaran

De Constitutie van Aghuen was een uit 21 artikels bestaande constitutie, dat op 26 januari 488 opgesteld werd door het Vergadering van Aghuen in opdracht van Vachagan III de Vrome, de laatste koning van Kaukasisch Albanië.
De constitutie had tot doel geschillen tussen de drie standen van het koninkrijk – geestelijkheid, adel en dorpers – te beslechten. Vooraf werd het christendom onderdrukt door het Perzische Rijk en de vorsten van Albanië werden tot het Zoroastrisme gedwongen. Onder Vachagan de Vrome bloeide in het land echter een christelijk cultuur. Met deze constitutie werd de Kerk als het ware geïntegreerd in een feodale staat.
De vergadering van Aghuen vond plaats in het zomerplaats Aguen en werd bijgewoond door belangrijke geestelijken, vorsten, hovelingen van Albanië (allemaal behorend tot de Armeens-Apostolische Kerk) en de prinsen van Artsach.
Belangrijkste punten van deze constitutie waren:
- Adel en dorpers betalen een deel van hun inkomsten aan de kerk. Een dorper die geen landgoed of tuin heeft, hoeft niet te betalen.
- Zaterdag is geen werkdag, iedereen moet op die dag naar de kerk.
- Het doodvonnis wordt door de koning uitgesproken.

De grondtekst van de Constitutie van Aguen is bewaard bij de 7e-eeuwse Armeense geschiedschrijver Movses Kaghanakatvatsi, evenals oude handschriften van Matenadaran. Het 1500e jubileumjaar ervan werd plechtig gevierd in Nagorno-Karabach gevierd.

## Bron
- (en)  The History of the Caucasian Albanians by Movsēs Dasxuranc'i. Translated by Charles Dowsett. London: Oxford University Press, 1961, pp. 50–54.